# Switch Girl!!
Switch Girl!! (Nhật: スイッチガール！！ Hepburn: Suitchi Gāru!!) là bộ truyện tranh manga Nhật Bản của nữ tác giả Aida Natsumi (あいだ 夏波). Bộ truyện do nhà xuất bản Shūeisha phát hành trên tạp chí Margaret của Nhật vào ngày 19 tháng 8 năm 2006 và kết thúc vào ngày 11 tháng 1 năm 2014.
Cuối năm 2011, bộ truyện đã được chuyển thể thành phim với sự tham gia diễn xuất của Nishiuchi Mariya và Kiriyama Renn.

## Nội dung
Tamiya Nika là một nữ sinh trung học nổi tiếng với vẻ ngoài xinh đẹp, sành điệu và là người mẫu ảnh cho nhiều tạp chí danh tiếng ở Nhật. Ở trường, cô luôn là mẫu học sinh lý tưởng, được nhiều bạn học ngưỡng mộ; nhưng ít ai biết được rằng, bên trong Nika lại tồn tại một con người khác hoàn toàn đối lập. Ở nhà, cô bộc lộ hết tính cách vốn được che giấu sau lớp vỏ bọc xinh đẹp: phòng riêng thì bừa bãi, đồ lót thì mặc rồi đi vòng quanh nhà, đầu tóc thì dị hợm... Cô gọi hai tính cách trái ngược này là hai chế độ ON và OFF. Tuy nhiên, chế độ OFF của cô lại bị cậu bạn học mới, đồng thời cũng là người hàng xóm mới chuyển đến, Kamiyama Arata phát hiện.

## Nhân vật

### Nhân vật chính
Tamiya Nika (田宮 仁香 Tamiya Nika)
Lồng tiếng: Asakawa Yū
Cô sinh vào ngày 31/7 (thuộc cung Sư Tử)Một nữ sinh trung học 17 tuổi xinh đẹp, sành điệu và thời trang. Nika không chỉ nổi tiếng ở trường, mà danh tiếng của cô còn được học sinh của các trường trung học khác biết đến. Cô luôn đạt điểm cao trong các môn như thể dục, nghệ thuật, âm nhạc và thủ công; nhưng điểm của những môn học khác lại khá lẹt đẹt. Cô luôn là một người mạnh mẽ và hay đứng về phía chính nghĩa. Tuy nhiên, bên trong vỏ bọc xinh đẹp đó lại là một cô gái lôi thôi và cẩu thả. Không ai khác ngoài người bạn thân Nino của cô biết được điều này. Tuy nhiên, mọi thứ bất ngờ thay đổi khi cô để lộ chế độ OFF của mình với Arata, một học sinh mới chuyển đến nơi cô ở. Với tính tình hài hước và tấm lòng vị tha, cô dần chinh phục được trái tim của anh chàng Arata lạnh lùng. Sinh nhật của cô là vào ngày 31 tháng 7.
- Chế độ ON: Khi Nika bật chế độ ON, cô dường như là một nữ sinh hoàn mỹ với vẻ ngoài xinh đẹp, lối ăn mặc thời trang và sành điệu... Điều đó đã khiến cho cô trở thành học sinh nổi tiếng nhất trường. Tất cả bạn bè đều ngưỡng mộ cô, ngoại trừ Nino - người bạn thân biết được chế độ OFF của cô.
- Chế độ OFF: Nika chuyển sang chế độ OFF khi trở về nhà. Khi chế độ này được bật lên, cô trở thành một con người hoàn toàn khác: thích nằm trên giường ăn bánh và đọc manga, vô cùng lười biếng, ăn mặc kỳ dị và không bao giờ dọn phòng. Món ăn ưa thích của cô là lòng bò, lòng heo, thịt cá sấy khô và shiokara - một món ăn của người Nhật làm từ thịt, cá, mực… cắt nhỏ trộn với nước tương và muối và chờ cho lên men.

Kamiyama Arata (神山 新 Kamiyama Arata)
Lồng tiếng: Midorikawa Hikaru
Một nam sinh trung học 17 tuổi vừa mới chuyển đến tầng 4 khu chung cư của Nika. Arata là một học sinh giỏi toàn diện các môn, và đồng thời cũng là bạn cùng lớp với Nika và Nino. Anh thường giấu vẻ ngoài điển trai của mình bằng một cặp kính dày cộm vì sợ sẽ gây phiền toái, làm ảnh hưởng đến việc học. Arata khá ít nói (ngoại trừ khi trêu chọc Nika) và thường hay nói lấp lửng. Anh cũng có hai chế độ ON và OFF nhưng ngược lại với Nika. Ở chế độ ON, Arata là một cậu học sinh chăm học với cặp kính dày như đít chai; còn ở chế độ OFF, Arata lại trở thành một anh chàng đẹp trai, đầy cuốn hút. Arata thích Nika nhưng vì ít nói nên anh không biết cách để biểu lộ tình cảm của mình với cô. Sinh nhật của anh là vào ngày 8 tháng 5.

### Giáo viên và học sinh trường Shūei
Ninohara (ニノ原 Ninohara) (thường gọi là Nino)
Lồng tiếng: Kuwatani Natsuko
17 tuổi, là bạn thân từ hồi mẫu giáo với Nika. Cô là người bạn duy nhất biết được bí mật của Nika (trước khi Arata đến). Nino khá thông minh, đồng thời cũng là một học sinh giỏi giống như Arata và Kimoto. Lúc đầu, cô thích Ken (Kennichiro, tập 15) nên đã từ chối hẹn hò với Hirota Masamune. Tuy nhiên, sau chuyến đi biển với Nika, Arata, Ken, Meika và Masamune, cô nhận ra tình cảm của mình dành cho Masamune nên đã quyết định chia tay Ken. Sinh nhật của cô là vào ngày 20 tháng 5.
Jogasaki Reika (城ヶ崎 麗香 Jōgasaki Reika)
Lồng tiếng: Kobayashi Yū
Một nữ sinh trung học 17 tuổi đỏng đảnh và kiêu ngạo. Cô là người đứng đầu của lớp 2D - một lớp kế bên lớp của Nika, Arata và Nino. Cô rất thích bày trò trêu chọc người khác nên bị đặt cho biệt danh là Khỉ Chúa. Thật ra, cô rất nhạy cảm, hòa đồng và rất hay quan tâm bạn bè. Từ khi còn nhỏ, cô đã luôn được mọi người chú ý và ngưỡng mộ bởi vẻ xinh đẹp của mình. Nhưng lên trung học, mọi thứ thay đổi khi có sự có mặt của Nika. Khỉ Chúa rất ganh tị với cô nên luôn coi cô là đối thủ, gài bẫy cô, nhưng lần nào cũng thất bại. Cô có tình cảm với giáo viên môn mỹ thuật, Someya Keiji.
Kimoto Masaru (樹本 大 Kimoto Masaru) (Binoclard/Binotocard/Bino)
17 tuổi, là bạn cùng lớp với Nika, Arata và Nino. Lúc đầu, anh cảm thấy ghen tị với Arata bì bị Arata giành mất danh hiệu học sinh giỏi nhất lớp. Tuy nhiên, sau khi được Arata nhiều lần giúp đỡ, anh đã tôn thờ Arata như một vị thần sống. Từ đó, anh thường đi theo và dính chặt với Arata mọi lúc mọi nơi. Có vẻ như anh có tình cảm đặc biệt với Arata.
Someya Keiji (染谷 慶次 Someya Keiji)
Giáo viên dạy mỹ thuật tại trường của Nika, đồng thời cũng là cựu học sinh ở đây. Lúc đầu, ông luôn cố gắng đặt ra nhiều luật lệ để hạ nhụt ý chí của học sinh. Thậm chí, ông còn cố gắng chia rẽ mối quan hệ giữa Nika vÀ Arata nhưng không thành. Khỉ Chúa đã phải lòng ông nhưng không được ông chấp nhận. Ông hứa với cô là sẽ bắt đầu hẹn hò với cô khi cô tốt nghiệp trung học. Giữ lời hứa, cuối cùng, ông đã dùng một chiếc nhẫn cầu hôn cô.

### Học sinh trường Shibu
Hirota Masamune (広田 正宗 Hirota Masamune)
17 tuổi, là một nam sinh của trường Shibu. Anh là một người khá tự tin và luôn nói là làm. Masamune từng là thành viên của một băng đảng ngầm và có mối quan hệ khá rộng. Lúc đầu, anh thích Nika, nhưng sau này lại có tình cảm với Nino.
Kizaki Meika (木崎 明花 Kizaki Meika)
16 tuổi, là học sinh năm nhất của trường trung học Shibu. Cô là một cô bé có vẻ ngoài nhỏ nhắn, đáng yêu và tính cách cởi mở. Tuy nhiên, ẩn giấu đằng sau bộ mặt thánh thiện lại là một cô gái đầy thủ đoạn. Meika thường dùng vỏ bọc đáng yêu của mình để đi phá hoại các cặp tình nhân đang yêu. Cuối cùng, âm mưu của cô cũng bị Nika lật tẩy. Cô thường đi chung và rất thân thiết với Masamune. Sau này, cô thay đổi và trở thành bạn tốt với Nika.

### Nhà Tamiya
Tamiya Rika (田宮 リカ Tamiya Rika)
Lồng tiếng: Adachi Tomo
19 tuổi, là chị gái của Nika. Giống như Nika, cô cũng là một Switch Girl. Cô thường mặc chung đồ với Nika. Tính cách và ngoại hình của cô cũng khá giống với Nika, ngoại trừ mái tóc của cô thì ngắn hơn. Rika mặc bộ đồ màu xanh khi ở chế độ OFF.
Tamiya Chizuru (田宮 千鶴 Tamiya Chidzuru)
Lồng tiếng: Oda Fumi
47 tuổi, là mẹ của Nika và Rika. Giống như hai đứa con gái, bà cũng có hai chế độ ON và OFF. Tuy nhiên, chế độ ON của bà chỉ duy trì được trong vài phút. Bà thường hay cùng hai con gái đi siêu thị và là chuyên gia săn lùng đồ rẻ. Có thể nói, bà là một bà nội trợ chính hiệu.
Tamiya Kenji (田宮 賢治 Tamiya Kenji)
Lồng tiếng: Matsuoka Daisuke
48 tuổi, là ba của Nika và Rika. Ông là người đàn ông duy nhất trong nhà và thường xuất hiện với vẻ mệt mỏi khi đi làm về. Ông là một người đàn ông lịch thiệp và tốt bụng.

## Truyện tranh
Truyện được sáng tác và trình bày bởi nữ tác giả Aida Natsumi. Bộ truyện được Shūeisha phát hành theo kỳ trên tạp chí shōjo manga Margaret từ ngày 19 tháng 8 năm 2006. Tập truyện thứ 25, và cũng là tập truyện cuối cùng kết thúc bộ truyện được phát hành vào ngày 11 tháng 1 năm 2014.

### Danh sách các tập truyện
| Tập | Ngày xuất bản        | ISBN                   |
| --- | -------------------- | ---------------------- |
| 1   | 25 tháng 1 năm 2007  | ISBN 978-4-08-846132-8 |
| 2   | 25 tháng 5 năm 2007  | ISBN 978-4-08-846171-7 |
| 3   | 25 tháng 9 năm 2007  | ISBN 978-4-08-846210-3 |
| 4   | 25 tháng 12 năm 2007 | ISBN 978-4-08-846243-1 |
| 5   | 25 tháng 4 năm 2008  | ISBN 978-4-08-846286-8 |
| 6   | 25 tháng 8 năm 2008  | ISBN 978-4-08-846323-0 |
| 7   | 25 tháng 11 năm 2008 | ISBN 978-4-08-846354-4 |
| 8   | 25 tháng 2 năm 2009  | ISBN 978-4-08-846384-1 |
| 9   | 25 tháng 6 năm 2009  | ISBN 978-4-08-846418-3 |
| 10  | 23 tháng 10 năm 2009 | ISBN 978-4-08-846455-8 |
| 11  | 25 tháng 2 năm 2010  | ISBN 978-4-08-846494-7 |
| 12  | 25 tháng 5 năm 2010  | ISBN 978-4-08-846525-8 |
| 13  | 24 tháng 9 năm 2010  | ISBN 978-4-08-846565-4 |
| 14  | 3 tháng 12 năm 2010  | ISBN 978-4-08-846604-0 |
| 15  | 25 tháng 3 năm 2011  | ISBN 978-4-08-846629-3 |
| 16  | 20 tháng 4 năm 2011  | ISBN 978-4-08-846639-2 |
| 17  | 23 tháng 9 năm 2011  | ISBN 978-4-08-846697-2 |
| 18  | 25 tháng 1 năm 2012  | ISBN 978-4-08-846735-1 |
| 19  | 25 tháng 5 năm 2012  | ISBN 978-4-08-846774-0 |
| 20  | 25 tháng 10 năm 2012 | ISBN 978-4-08-846840-2 |
| 21  | 25 tháng 1 năm 2013  | ISBN 978-4-08-846876-1 |
| 22  | 24 tháng 5 năm 2013  | ISBN 978-4-08-845041-4 |
| 23  | 25 tháng 9 năm 2013  | ISBN 978-4-08-845094-0 |
| 24  | 24 tháng 1 năm 2014  | ISBN 978-4-08-845156-5 |
| 25  | 25 tháng 2 năm 2014  | ISBN 978-4-08-845166-4 |

## Live-action
Bản Live-action (người đóng) của bộ truyện đã được phát sóng trên kênh Fuji TV Two từ ngày 24 tháng 12 năm 2011 đến ngày 18 tháng 2 năm 2012, với sự tham gia diễn xuất của Nishiuchi Mariya trong vai Tamiya Nika và Kiriyama Renn trong vai Kamiyama Arata.
Phần 2 của bộ phim cũng đã được lên sóng Fuji TV Two từ ngày 7 tháng 12 năm 2012 đến ngày 25 tháng 1 năm 2013.